# Baugy (Saona i Loara)
Baugy – miejscowość i gmina we Francji, w regionie Burgundia-Franche-Comté, w departamencie Saona i Loara.
Według danych na rok 1990 gminę zamieszkiwało 458 osób, a gęstość zaludnienia wynosiła 36 osób/km² (wśród 2044 gmin Burgundii Baugy plasuje się na 490. miejscu pod względem liczby ludności, natomiast pod względem powierzchni na miejscu 760.).